# Wade Elliott
Wade Patrick Elliott (ur. 14 grudnia 1978 w Southampton) – angielski piłkarz występujący na pozycji prawego pomocnika w Birmingham City.

## Kariera

### Początki
W wieku 16 lat Elliott opuścił Southampton, gdzie trenował w szkółce piłkarskiej. Następnie rozpoczął studia. Karierę piłkarską rozpoczynał w zespole Bashley. W 1999 roku wypatrzył go Jimmy Case i Elliott rozpoczął testy w zespole Bournemouth.

### Bournemouth
Ostatecznie przeszedł do tego klubu w lutym 2000 roku za 5000 funtów. Klub dopłacił później jeszcze 10 tysięcy po rozegraniu przez Elliotta wymaganej liczby spotkań. Zadebiutował 4 marca w meczu Football League One z Reading. 25 marca w spotkaniu z Wycombe Wanderers (2:0) zdobył swoją pierwszą bramkę dla Bournemouth. Sezon 1999/2000 zakończył łącznie z 12 występami. W sezonie 2000/2001 rozegrał 41 meczów we wszystkich rozgrywkach i został wybrany najlepszym piłkarzem sezonu w swoim klubie. Przez następne sezony Elliott zdobył ten tytuł jeszcze kilkakrotnie. W Bournemouth grał do 2005 roku. W tym czasie wystąpił w 257 meczach.

### Burnley
16 maja 2005 roku potwierdzono, że 1 lipca Elliott przejdzie do Burnley na zasadzie wolnego transferu. Podpisał trzyletnią umowę. W klubie tym zadebiutował 6 sierpnia w meczu Football League Championship z Crewe Alexandra (przegrana 2:1). 10 września w zremisowanym 3:3 ligowym spotkaniu z Cardiff City strzelił swoją pierwszą bramkę dla Burnley. W meczu tym dwukrotnie pokonał Neila Alexandra. Łącznie w sezonie 2005/2006 rozegrał 38 meczów we wszystkich rozgrywkach.
Rok później został wybrany najlepszym piłkarzem Burnley w sezonie. Osiągnięcie to powtórzył w następnym sezonie. W czasie tych dwóch lat w Burnley rozegrał 92 mecze. 27 marca 2008 roku przedłużył kontrakt z klubem o trzy lata, do 2011 roku. W sezonie 2008/2009 również był podstawowym zawodnikiem. Zagrał w 56 spotkaniach, w których zdobył 6 bramek. 25 maja 2009 roku zdobył bramkę z dystansu w finale play-offów o awans do Premier League z Sheffield United. Dzięki tej bramce Burnley po 33 latach awansowało do najwyższej klasy rozgrywkowej w Anglii. Elliott został również wybrany przez BBC najlepszym zawodnikiem tego meczu.
15 sierpnia 2009 roku w przegranym 2:0 meczu ze Stoke City Elliott zadebiutował w Premier League. 23 sierpnia w wygranym 1:0 spotkaniu z Evertonem zdobył swoją pierwszą bramkę w najwyższej klasie rozgrywkowej w Anglii.

### Birmingham City
31 sierpnia 2011 roku podpisał dwuletni kontrakt z Birmingham City.

## Statystyki
Stan na 22 lutego 2010
| Klub            | Sezon     | Liga    | Liga | Puchar Anglii | Puchar Anglii | Puchar Ligi | Puchar Ligi | Inne    | Inne | Łącznie | Łącznie |
| Klub            | Sezon     | Występy | Gole | Występy       | Gole          | Występy     | Gole        | Występy | Gole | Występy | Gole    |
| --------------- | --------- | ------- | ---- | ------------- | ------------- | ----------- | ----------- | ------- | ---- | ------- | ------- |
| Bournemouth     | 1999/2000 | 12      | 3    | 0             | 0             | 0           | 0           | 0       | 0    | 12      | 3       |
| Bournemouth     | 2000/2001 | 36      | 9    | 3             | 2             | 1           | 0           | 1       | 0    | 41      | 11      |
| Bournemouth     | 2001/2002 | 46      | 8    | 2             | 0             | 1           | 0           | 1       | 0    | 50      | 8       |
| Bournemouth     | 2002/2003 | 44      | 4    | 6             | 1             | 1           | 0           | 7       | 1    | 58      | 6       |
| Bournemouth     | 2003/2004 | 39      | 3    | 3             | 1             | 1           | 0           | 1       | 0    | 44      | 4       |
| Bournemouth     | 2004/2005 | 43      | 4    | 5             | 1             | 3           | 0           | 1       | 0    | 52      | 5       |
| Bournemouth     | Łącznie   | 220     | 31   | 19            | 5             | 7           | 0           | 11      | 1    | 257     | 37      |
| Burnley         | 2005/2006 | 36      | 3    | 1             | 0             | 1           | 0           | 0       | 0    | 38      | 3       |
| Burnley         | 2006/2007 | 42      | 4    | 1             | 0             | 1           | 0           | 0       | 0    | 44      | 4       |
| Burnley         | 2007/2008 | 46      | 2    | 1             | 0             | 1           | 0           | 0       | 0    | 48      | 2       |
| Burnley         | 2008/2009 | 42      | 4    | 5             | 1             | 7           | 0           | 2       | 1    | 56      | 6       |
| Burnley         | 2009/2010 | 38      | 4    | 2             | 0             | 0           | 0           | 0       | 0    | 40      | 4       |
| Burnley         | 2010/2011 | 44      | 2    | 3             | 0             | 3           | 1           | 0       | 0    | 50      | 3       |
| Burnley         | 2011/2012 | 4       | 0    | 0             | 0             | 2           | 1           | 0       | 0    | 6       | 1       |
| Burnley         | Łącznie   | 252     | 19   | 13            | 1             | 15          | 2           | 2       | 1    | 282     | 23      |
| Birmingham City | 2011/2012 | 29      | 2    | 4             | 2             | 0           | 0           | 5       | 1    | 38      | 5       |
| Łącznie         | Łącznie   | 569     | 52   | 38            | 8             | 33          | 4           | 25      | 5    | 665     | 69      |